# Svetla Mitkova-Sınırtaş
Svetla Mitkova-Sınırtaş (geb. bulgarisch Светла Иванова Миткова, Swetla Iwanowa Mitkowa; * 17. Juni 1964 in Medowo, Dobritsch) ist eine ehemalige türkische Leichtathletin bulgarischer Herkunft, die überwiegend im Kugelstoßen antrat. Die längste Zeit ihrer Karriere vertrat sie international ihr Heimatland, bevor sie 1999 durch Heirat die türkische Staatsbürgerschaft annahm. Sie ist 1,78 m groß und wog zu ihrer aktiven Zeit 96 kg.

## Karriere
Die 26-malige bulgarische Meisterin (22 Titel im Kugelstoßen, davon 9 in der Halle und 4 Titel im Diskuswurf) trat international erstmals bei den Leichtathletik-Weltmeisterschaften 1983 in Helsinki mit dem zehnten Platz im Diskuswurf in Erscheinung. In derselben Disziplin belegte sie bei den Leichtathletik-Europameisterschaften 1986 in Stuttgart den fünften Rang. Im Kugelstoßen wurde sie dort Zwölfte. Ebenfalls mit der Kugel erreichte sie bei den Leichtathletik-Weltmeisterschaften 1987 in Rom Platz neun, während sie mit dem Diskus Fünfte wurde. Bei den Olympischen Spielen 1988 in Seoul verpasste sie im Diskuswurf als Vierte eine Medaille nur knapp und belegte den zehnten Platz im Kugelstoßen.
Danach konzentrierte sich Mitkowa zunehmend auf das Kugelstoßen. Nach einem zehnten Platz bei den Leichtathletik-Weltmeisterschaften 1991 in Tokio gewann sie 1992 ihre erste internationale Medaille in dieser Disziplin. Bei den Leichtathletik-Halleneuropameisterschaften gewann sie mit persönlicher Bestleistung von 20,06 m die Silbermedaille hinter der Olympiasiegerin und Weltmeisterin Natalja Lissowskaja. Im selben Jahr belegte sie bei den Olympischen Spielen in Barcelona den sechsten Rang. Bei den Leichtathletik-Weltmeisterschaften 1993 in Stuttgart wurde sie Zehnte. Hier trat sie auch wieder im Diskuswurf an, verpasste jedoch den Finaleinzug.
Es folgten die beiden erfolgreichsten Jahre in Mitkowas Karriere. 1994 holte sie zunächst bei den Leichtathletik-Halleneuropameisterschaften in Paris die Bronzemedaille im Kugelstoßen hinter der späteren Olympiasiegerin und Weltmeisterin Astrid Kumbernuss aus Deutschland und der Russin Larissa Peleschenko. Auch im Freien gewann Mitkowa bei den Leichtathletik-Europameisterschaften in Helsinki die Bronzemedaille hinter Wita Pawlysch aus der Ukraine und Astrid Kumbernuss. Die dritte bronzene Medaille für Mitkowa folgte bei den Leichtathletik-Weltmeisterschaften 1995 in Göteborg. Einmal mehr musste sie sich Astrid Kumbernuss geschlagen geben sowie dieses Mal auch der Chinesin Huang Zhihong.
Der Erfolg von Göteborg blieb Mitkowas letzte internationale Podestplatzierung. Im Kugelstoßen bei den Olympischen Spielen 1996 in Atlanta scheiterte sie bereits in der Qualifikation. Bei den Leichtathletik-Weltmeisterschaften 1997 in Athen erreichte sie dagegen das Finale und wurde dort Neunte. Nach ihrer Heirat startete sie bei den Leichtathletik-Weltmeisterschaften 1999 in Sevilla für die Türkei, schied jedoch in der Qualifikationsrunde aus.

## Bestleistungen
- Kugelstoßen: 20,91 m, 24. Mai 1987, Sofia
  - Halle: 20,06 m, 1. März 1992, Genua
- Diskuswurf: 69,72 m, 15. August 1987, Sofia